# Hartley (Kent)
Hartley is een civil parish in het bestuurlijke gebied Sevenoaks, in het Engelse graafschap Kent.